# Iranildo
Iranildo, właśc. Iranildo Hermínio Ferreira (ur. 16 października 1976 w Igarassu) – piłkarz brazylijski, występujący podczas kariery na pozycji ofensywnego pomocnika.

## Kariera klubowa
Karierę piłkarską Iranildo zaczął w klubie Madureirze Rio de Janeiro w 1994 roku. W 1995 roku przeszedł do Botafogo FR. W lidze brazylijskiej zadebiutował 19 sierpnia 1995 w zremisowanym 2-2 meczu z Vitórią Salvador. Z Botafogo zdobył mistrzostwo Brazylii 1995. Na początku 1996 trafił do lokalnego rywala - CR Flamengo. We Flamengo grał do 2000 roku i zdobył w tym czasie trzykrotnie mistrzostwo stanu Rio de Janeiro – Campeonato Carioca w 1996, 1999 i 2000 oraz Copa Mercosur 1999.
W 2000 roku występował w EC Bahia, w 2001 roku ponownie w Botafogo i São Caetano, z którego w 2002 roku trafił do greckiego Arisu Saloniki. Po pół roku powrócił do Brazylii do CR Flamengo. Po grze w Santa Cruz Recife (2002–2003), Iranildo został zawodnikiem Brasiliense Brasília, w którym (z krótką przerwą na grę w saudyjskim Al Hazm) występuje do chwili obecnej.
Z Brasiliense trzykrotnie zdobył mistrzostwo Dystryktu Federalnego – Campeonato Brasiliense w 2004, 2005 i 2006 roku. W Brailiense 27 listopada 2005 w przegranym 0-2 meczu z Figueirense FC Iranildo rozegrał ostatni mecz w lidze brazylijskiej. W lidze brazylijskiej rozegrał 147 meczów i strzelił 21 bramek.

## Kariera reprezentacyjna
W 1996 Iranildo brał udział w Złotym Pucharze CONCACAF 1996, na którym Brazylia zajęła drugie miejsca. Iranildo na turnieju był rezerwowym i nie wystąpił w żadnym meczu. Iranildo nigdy nie zadebiutował w reprezentacji Brazylii.